# Rossas (Vieira do Minho)
Rossas ist eine Gemeinde im Norden Portugals.
Rossas gehört zum Kreis Vieira do Minho im Distrikt Braga, besitzt eine Fläche von 31,6 km² und hat 1468 Einwohner (Stand 19. April 2021).